# Cerro Emperador Guillermo
Cerro Emperador Guillermo es una montaña chilena localizada al norte de Coyhaique, en la región de Aysén. Se une al camino de Villa Ortega por el lado oeste, con el cruce a la localidad de Mañihuales al sur, se encuentra en la región de Aysén con una altitud de 2100 metros sobre el nivel del mar; es parte de un cordón montañoso que se extiende de noreste a suroeste del mismo nombre (como también el río que lo bordea).

## Origen del nombre
Se debe gracias al geógrafo alemán Hans Steffen quien contratado por el gobierno de Chile para explorar los ríos que había por las regiones, denominó al río Emperador Guillermo el 27 de enero del año 1897, haciendo honor al natalicio del Emperador de Alemania, Guillermo II quien estaba reinando en la antigua Prusia en esa época.

## Efecto de los terrenos para ganadería en elsigloXX
En los inicios del siglo XX, entre 1903 y 1905, el Estado de Chile a través del decreto supremo 659, le otorgó tanto a particulares como a sociedades anónimas, las primeras concesiones de tierras en la cuenca del río Aysén (Coyhaique, Ñirehuao y Mañihuales) con el fin de desarrollar potenciales producciones de ganado en la región, es decir, praderas de pastoreo; lo que posteriormente, a partir de 1930, se iría desarrollando un proceso de colonización espontánea de familias sajonas y rutas marítimas de las grandes compañías ganaderas allí establecidas (Sociedad Ganadera de los Tres Valles, Sociedad del Valle del Río Cisnes y Sociedad Industrial de Aysén-SIA).
Como consecuencia, entre las décadas del 20 y 40, Aysén tuvo que sufrir el peor incendio en su historia, esto debido a la quema intencional de árboles nativos, con el fin de incorporar los terrenos para producción de lanares, caballares y vacunos.

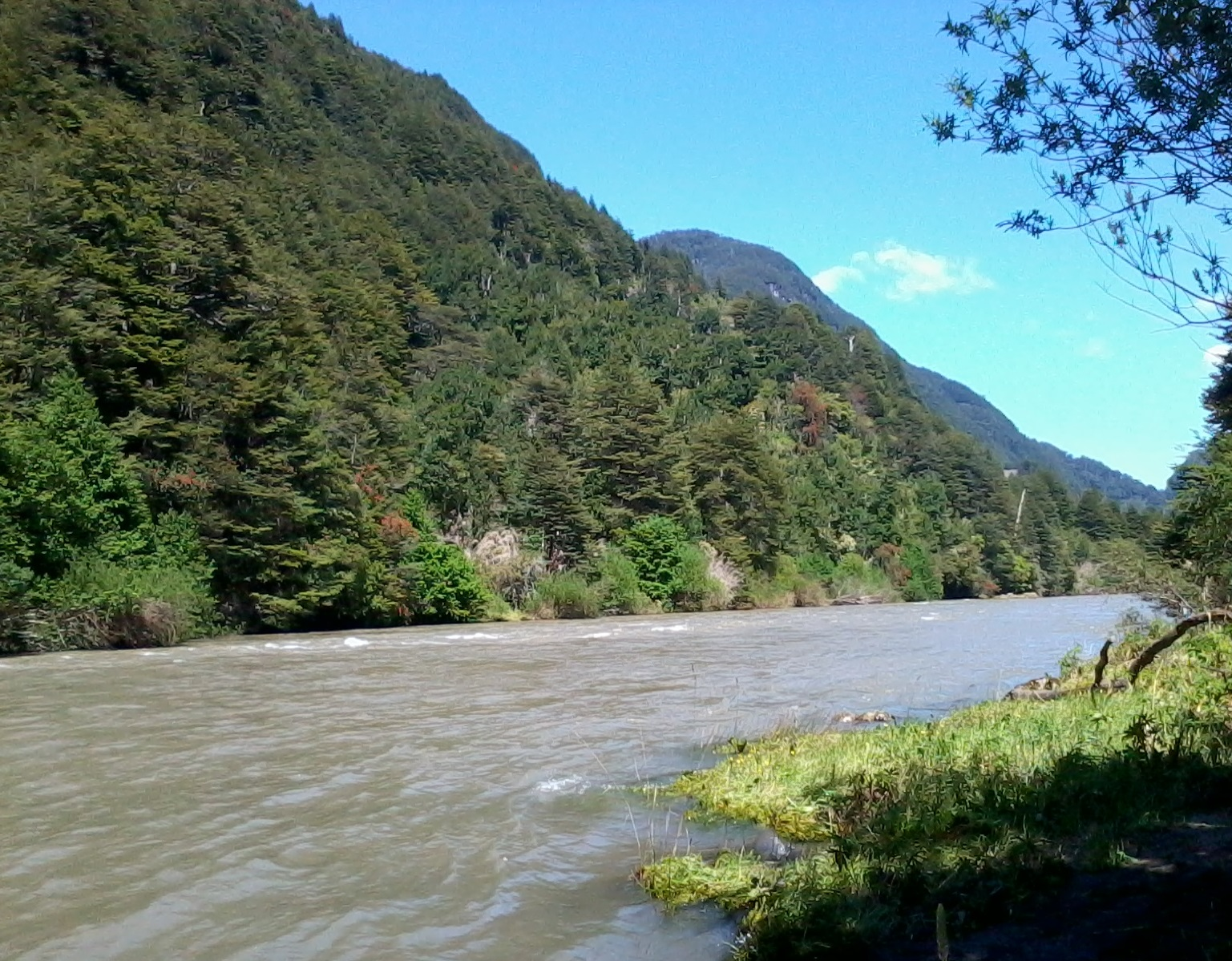
Reserva Nacional Río Simpson

Esta tenebrosa impronta de muerte y destrucción ha determinado que durante varias décadas se identificará la región por los pavorosos resultados de la quema indiscriminada  y de las débiles políticas de conservación de especies nativas de las administraciones centrales. Hasta mediados del siglo XX se habían quemado en Aysén un total de 2 millones 800 mil hectáreas, que corresponden a más del 50% de los bosques de lenga, que originalmente cubrían unas 5 millones de hectáreas; también por la depredación, cuencas completas como las del río Baker por ejemplo, Cisnes, Simpson, Erasmo y Emperador Guillermo, se convirtieron de la noche a la mañana en zonas de desertificación, arrastrando la erosión miles de toneladas de suelos, embancando ríos y lagos y generando una actividad agropecuaria pobre y marginal, denominada de subsistencia.
Fue hasta el año 1948 que se decretaron leyes para regularizar el comercio de maderas, especialmente el de aprovisionamiento de leña, de las poblaciones cercanas, para garantizar la vida de determinadas especies arbóreas y de conservar la belleza del paisaje, así se destinó a su reserva por terrenos fiscales, llamados parques forestales.

## Flora y fauna de la zona

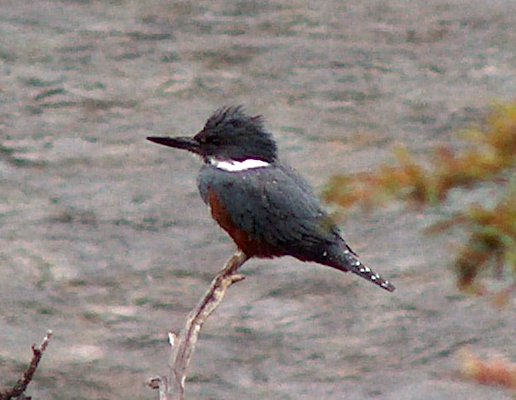
Ave Martín Pescador

En su falda lo rodea tres reservas nacionales en todo su cordón montañoso:
- Reserva Nacional Coyhaique (sureste): Creada por el decreto 1155 del 13 de mayo de 1948. Posee un bosque caducifolio como el lenga, coigüe común, ñirre, ciruelillo, chilco, calafate y michay, diversas clases exóticas de pino. En la fauna es posible observar pumas, cóndores, chucaos, tordos, cachañas, cernícalos, carpinteros negros, zorros colorados, visones y coipos.[3]

- Reserva Nacional Mañihuales (noreste): Creada el 25 de septiembre de 1962, por el decreto 1149. Árboles de plantaciones de pino Oregón y entre su fauna es posible encontrar huemules, zorro culpeo, pumas y gran variedad de aves.[4]
- Reserva Nacional río Simpson (suroeste): Creada el 1 de diciembre de 1999. Las formaciones vegetales predominantes son montano como el coigüe común, tepa, canelo, notro y chilco. Entre su fauna figura el puma, huemul, cóndor, águila, martín pescador, zorzal, chucao, tordo y cachaña.[5]

## Accidente aéreo en 1968
El 8 de abril, pasados las dos de la tarde, un avión DC 3 de Ladeco cumplía su vuelo 213 entre Santiago y Coyhaique. En el viaje estaba lloviendo; a través de un agricultor de la zona vio como el avión sufría fuertes vibraciones provocadas por las tremendas corrientes orográficas, lo que trágicamente terminó en su estrello en la cumbre y un total de 36 muertos debido al fuego descontrolado y la frondosa selva de los árboles.
Tras todo el control de rescate de los cuerpos y algunos incluso trasladados en mulas, fueron velados en urnas por familiares en el gimnasio chico del Liceo San Felipe Benicio.
Se descubrió después que el avión ya presentaba fallas técnicas una semana antes del accidente el cual no se atendió, lamentablemente.
Un dato también relevante, era que 11 de los 36 eran peleadores de lucha libre, los cuales iban a hacer una presentación por primera vez en la ciudad de Coyhaique, entre ellos estaba el famoso Huaso Briones del programa Argentino "Titanes en el ring")

## Lugar de alpinismo
La actividad deportiva en esta cordillera ha ido tomando forma hace poco tiempo. La primera cumbre absoluta reportada a este macizo llegaría en diciembre de 2013, a manos de Richard Mansilla e Ignacio Vergara, quienes alcanzaron la planicie cumbrera de la torre norte. El segundo ascenso fue firmado en octubre de 2016, por Sebastian Jans, Pablo Cid y Marco Poblete, también a la torre norte. El tercer ascenso a esta cima fue realizado el 16 de abril de 2017 por Martín Hatmann y Hugo Castañeda, esta cordada recorrió la arista noreste durante 3 días  encontrando dificultades que se tradujeron en 6 largos de escalada de máx. 5.11.